# Сад Шахзаде
Сад Шахзаде (перс. باغ شاهزاده‎) или сад Шазде (перс. باغ شازده‎) — один из исторических персидских садов, находящийся рядом с городом Махан, провинция Керман, Иран. Располагается в двух километрах от Махана у подножия горы Тигран.

## Список всемирного наследия ЮНЕСКО
В 2011 году сад Шахзаде вместе с восемью другими историческими садами (Чехель-сотун в Исфахане, сад Эрам в Ширазе, сад Фин в Кашане и т. д.) был включен в список всемирного наследия ЮНЕСКО в составе объекта «Персидские сады».
В 2013 году ЮНЕСКО опубликовала официальное предупреждение о том, что сад Шахзаде может быть исключен из списка всемирного наследия, так как его часть находится во владении частных лиц, которые могут построить на территории сада собственные особняки или отели. В декларации ЮНЕСКО сказано, что любое изменение первозданного облика объекта исторического наследия может привести к его исключению из базы ЮНЕСКО.

## Описание

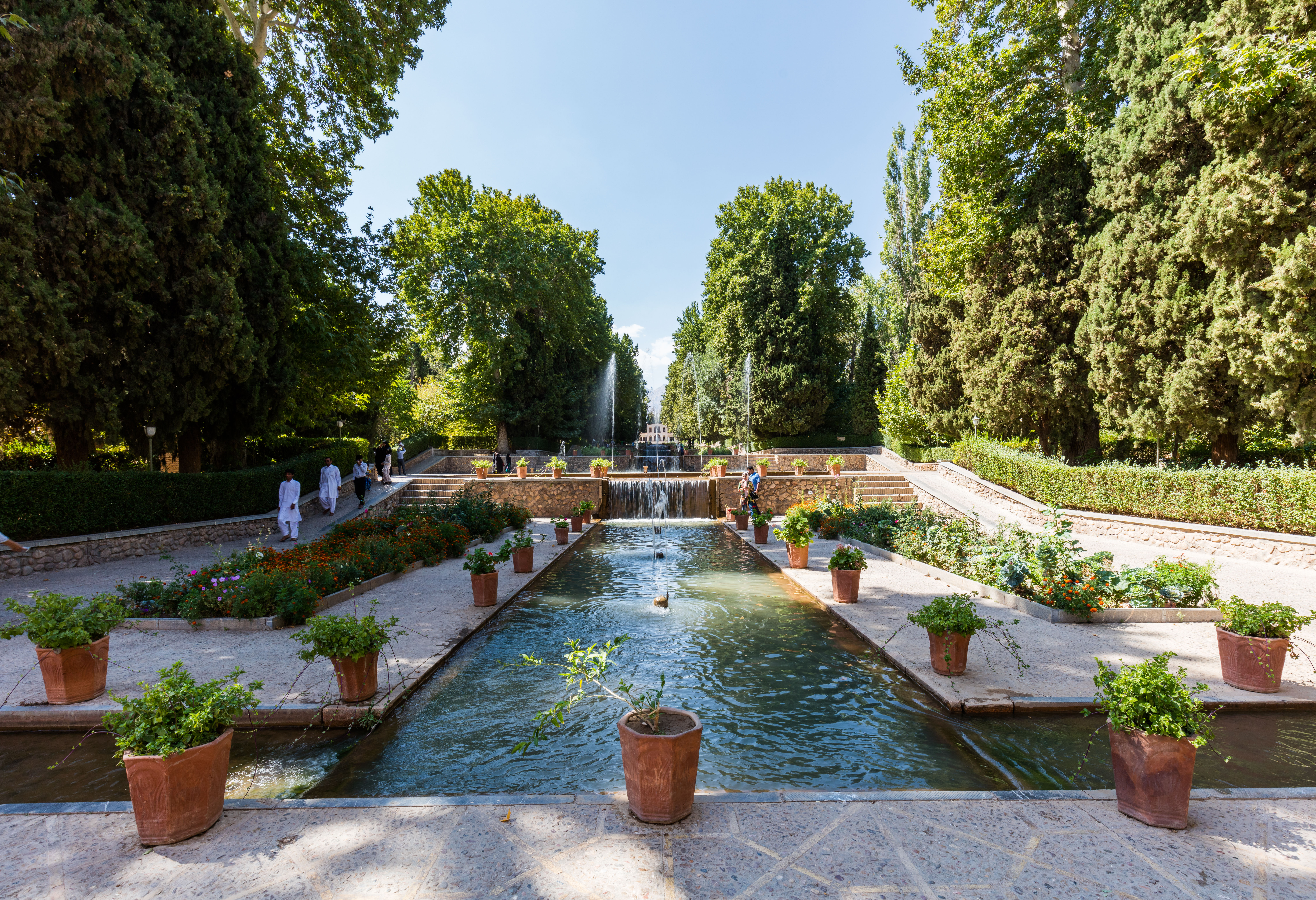
Сад Шахзаде, Иран

Сад Шахзаде представляет собой прямоугольный парк общей площадью 5,5 гектаров. Комплекс включает основные ворота и небольшой дворец в одном конце сада и двухэтажный жилой дворец в другом конце, окруженный несколькими подсобными помещениями. Все пространство между дворцами украшено фонтанами, расположенными посередине парка. Они построены ступенчато, так как сам сад располагается на разной высоте — всего восемь уровней фонтанов. Все пространство вдоль стен засажено деревьями (сосна, кедр, вяз, а также множество видов фруктовых деревьев), а около обоих дворцов находятся большие клумбы с цветами. Вдоль стен сада находится несколько запасных выходов.

## Система орошения
Большая часть провинции Керман находится в зоне пустынь и полупустынь: именно здесь расположена самая сухая пустыня Ирана — Лут. Под садом сложилась обширная система подземных кяризов, которые доставляют воду с высот горы Тигран непосредственно к земле. Именно поэтому растительность сада Шахзаде настолько яркая и пышная.
Вода из кяриза входит в специальное водохранилище в верхней части парка и оттуда спускается вниз, орошая деревья.

## История
Исследователи считают, что сад Шахзаде был построен в 1850 году для Мохаммада Хасана Хана Каджара Сардари Иравани. В 1870-х гг. он был перестроен для Аблольхамида Мирзы Насера од-Дуле, которые в течение одиннадцати лет был губернатором Кермана. Место для расположения сада было выбрано не просто так: он занимает стратегически важное положение между Керманом, столицей провинции, и цитаделью Бам (в 200 километрах от Кермана).
В начале 1890-х годов губернатор скончался, а перестройка сада была остановлена. Некоторые ученые считают, что, услышав о смерти правителя, все каменщики бросили работу и разошлись по домам. О том, что данное утверждение может быть правдой, свидетельствуют незавершенные участки главного входа.
Большая часть сада была достроена в первом десятилетии XX века.

## Дальнейшая судьба
К 1991 году все постройки сада были полностью отремонтированы по случаю памятной церемонии в честь Хаджу Кермани — известного персидского поэта и суфия. Специально в честь этого события в Махане была построена гостиница для прибывающих гостей.
В 2004 году в Махане произошло небольшое землетрясение, вызвавшее разрушение части построек. Его эпицентр находился рядом с городом Бамом в 130 километрах к юго-востоку от Махана, в связи с чем сад сильно не пострадал.